# Rémy Lejeune
Pour les articles homonymes, voir Lejeune.
Remy Lejeune, de son nom d’artiste Rémy Ladoré, né le 7 octobre 1932 à Montrouge et mort le 17 juillet 1996 à Paris, est un dessinateur, graveur et peintre français.

## Biographie

### 1932 à 1955: études de musique et de dessin
Il apprend le piano durant une année (1942) en y consacrant huit heures quotidiennement. Il joue principalement du Mozart, des sonates de Beethoven ou du Bach. Ayant grandi durant la guerre, certaines de ses œuvres en témoigneront. Alors qu’il rentre dans sa quinzième année, le choix est pris d’aller à Paris pour se consacrer au dessin pour lequel il développe une vraie passion. Afin de préparer le concours d'entrée de l'École nationale supérieure des Métiers d'Art, il est inscrit à l'académie Charpentier. Admis au Métiers d’Arts, il va y étudier durant trois ans et en sortir diplômé. Il prolonge ses études de graphisme en s’inscrivant à l'académie Julian. Trois ans plus tard, en 1955 il réalise une gravure Le Printemps qui fera l’objet d’une édition par La guilde de la gravure.

### 1956 à 1961: premières expositions
C’est à la galerie Guénéguaud à Paris qu’il réalise (1956) sa première exposition. Plusieurs critiques sont très positifs au regard des œuvres présentées. Il en résulte des illustrations qui vont paraître dans la revue l'Information artistique pendant trois ans. On note également un article élogieux dans Puissance et variété du dessin de Marcel Sauvage. S’ensuit une exposition de gravures et dessins (Club du Panthéon). Participation au groupe des dix Pointe et burin (galerie Vendôme). Dans le cadre d’un salon à la porte de Versailles (Paris), il compose et réalise tout le décor (extérieur/intérieur) pour la chambre de commerce d’Italie. Illustration en 1959 et 1960 des livres Le Neveu de Rameau de Diderot et le Roman de Renart (Éditions Bibliolâtres de France)  gravures sur bois, bicolores.

### 1962 à 1978: illustration des œuvres complètes de Boileau, concours prix de Rome
L'éditeur imprimeur en bibliophilie Pierre Bricage le sélectionne pour illustrer en gravures les œuvres complètes de Boileau en 5 tomes. À noter que ce choix est réalisé après qu'il a été mis en concurrence avec le lauréat du Prix de Rome 1960. Cinq années seront nécessaires à la réalisation de ce travail (65 burins originaux, 39 lettrines sur bois). Obtention de la place de 3e logiste au prix de Rome gravure taille-douce à Paris en 1962. De 1965 à 1978, il travaille pour une entreprise de décoration dans laquelle il est responsable de la création (décors) et de la réalisation.

### 1979 à 1996: diverses publications, pseudo Rémy Ladoré

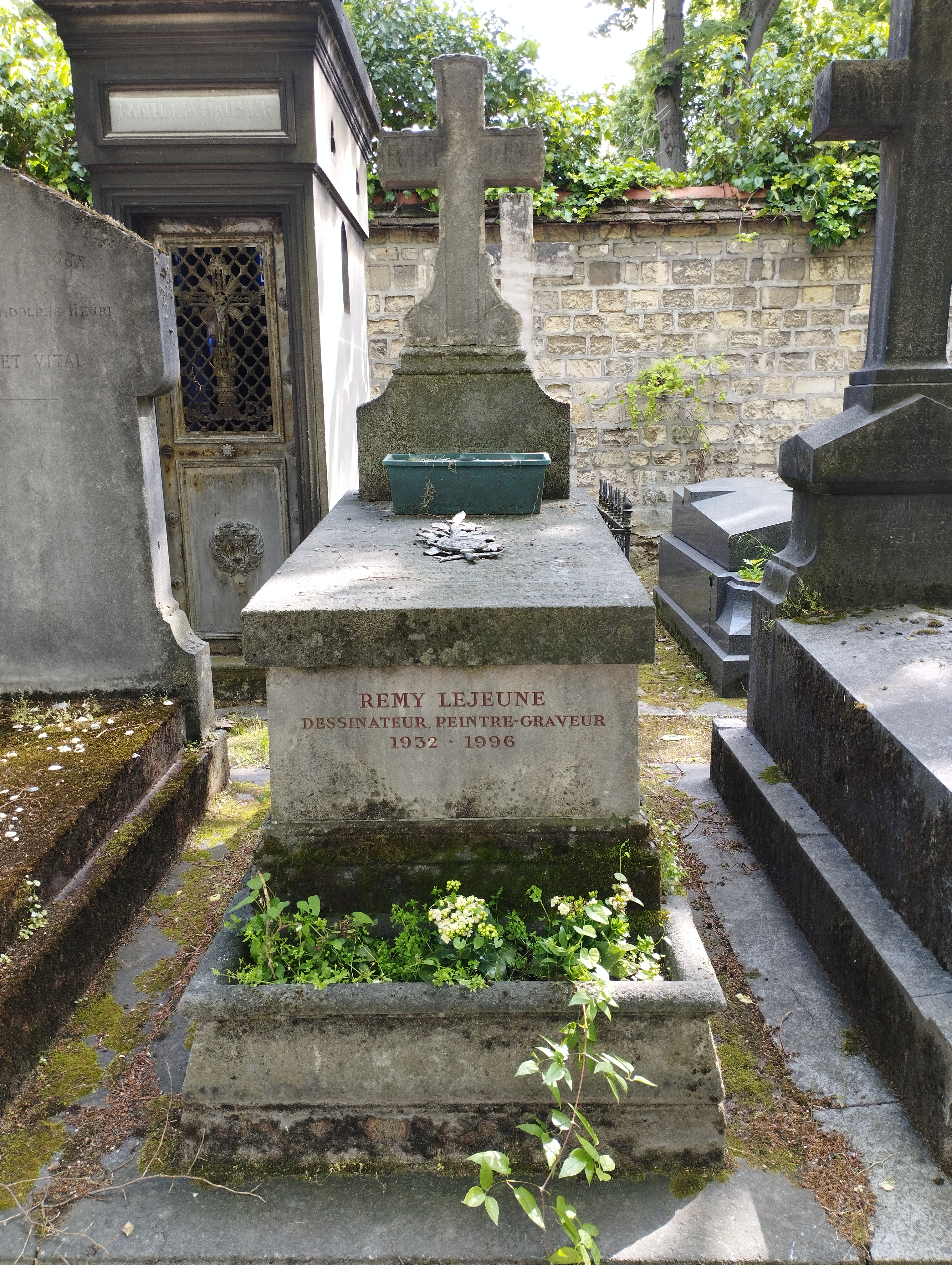
Tombe de Rémy Lejeune au cimetière du Montparnasse (division 16).

Il publie 12 dessins en tirage limité : Les différents Amours ou les moments de paradis (1979). Rémy Lejeune va prendre le pseudonyme de « Rémy Ladoré » en 1981. C’est la répétition de ce groupe de trois notes dans la 10e sonate de Beethoven qui lui suggère ce nom. Il devient professeur de dessin et peinture de la ville de Paris en 1987(Atelier Beaux-arts, cours d'adultes) lorsque R. Forgas (artiste peintre et professeur) attire l’attention de Jean Cardot (sculpteur) membre de l'Institut sur le talent de Rémy Lejeune. Il publie une série de 9 gravures : Parcelles de bonheur proches de la félicité, présentée au Grand palais lors du salon d'automne 1988, Exposition lui étant dédiée à la fondation Taylor en 1989.
Il meurt le 17 juillet 1996 à Paris, à l'âge de 63 ans. Il est inhumé au cimetière du Montparnasse (division 16).

## Reconnaissance
Le critique d’art Marcel Sauvage a écrit : « S’il y a une noblesse du dessin, du sens personnel, dans le respect des traditions et des mouvements précis du dessin, à ce titre (de noblesse), Rémy Lejeune est des premiers -sinon le premier de sa génération- à la gloire du réalisme et du surréalisme, l’un et l’autre supérieurement authentiques, ici par l’émouvante pureté des lignes, des formes, comme aussi bien par l’ingéniosité sensuelle et spirituelle des motifs -en toute objectivité, bien qu’avec un bel humour sérieux. »

## Œuvres
- Une quarantaine de dessins de format 24x32 ainsi que de nombreuses gravures pour ouvrages de bibliophilie de 1959 à 1962.
- Une série de 12 planches de dessin avec légende Différents Amours où les moments de Paradis à tirage limité.
- Une trentaine d’aquarelles, une vingtaine de peintures à huile de 1991 à 1995.
- Un ensemble de 9 gravures au burin avec texte à tirage limité de format 30x50 Parcelles de bonheur proches de la félicité.
- De grands dessins de format mi-raisin et d’un mètre s'échelonnent de 1975 à 1992.
- Une œuvre magistrale Opéra au génie de la mécanique sera terminée en 1990, 2,20 × 1,20 m.

## Salons, expositions
- 1956 à 1996, Galerie Guénégaud (exposition dédiée) 1956, Club du Panthéon, Groupe des dix Pointe et burin[3] Galerie Vendôme 1959, Galerie Vialetay, Bibliothèque Forney, Deauville (prix Révélation) 1988, salon d'automne (Grand Palais) 1988, Fondation Taylor (exposition dédiée) 1989, Cimaises Ventadour, Salon des artistes français 1994, Salon du Dessin et de la Peinture à l'eau[8] 1995
- 1998 à 2015, Salon des artistes français 1998, Carrousel du Louvre (Société nationale des beaux-arts) exposition partiellement dédiée 2006, Art Capital[9] (Grand Palais) exposition de l'œuvre magistrale Opéra au génie de la mécanique (dessin 200 × 120 cm) 2008, Galerie Everarts 2009, Galerie Beatrice Bellat 2014, Art Capital (Grand Palais) 2015. Galerie Mona-Lisa, Paris 2016.

## Publications
- 1959 : Le Neveu de Rameau, Diderot, illustrations de Rémy Lejeune (Ladoré), Éditions Bibliolâtres de France ;
- 1960 : Les Aventures de Maître Renart et d'Ysengrin son compère, illustrations de Rémy Lejeune (Ladoré), Éditions Bibliolâtres de France ;
- 1961 : Œuvres de Boileau (en 5 tomes)  illustrées par Rémy Lejeune (Ladoré), Éditeurs Pierre et Berthe Bricage ;
- 1979 : Différents Amours ou les Moments de Paradis, Remy Ladoré ;
- 1988 : Parcelles de Bonheur proches de la Félicité, recueil de 9 gravures de Rémy Ladoré.
- 2001 : Rémy Ladoré 1932-1996, Éditions Somogy  (ISBN 2-85056-522-9) ;

## Récompenses
- 3e logiste au Prix de Rome (taille douce), 1962[4]
- Prix Révélation Deauville, 1988